# Itálie na Letních olympijských hrách 1976
Itálii na Letních olympijských hrách v roce 1976 v kanadském Montréalu reprezentovala výprava 210 sportovců (183 mužů a 27 žen) ve 20 sportech.

## Medailisté
| Medaile | Jméno | Sport             | Soutěž                            |
| ------- | --- | ----------------- | --------------------------------- |
| Zlato   | Klaus Dibiasi | Skoky do vody     | Muži věž 10 m                     |
| Zlato   | Fabio Dal Zotto | Šerm              | Muži fleret                       |
| Stříbro | Sara Simeoniová | Atletika          | Ženy skok vysoký                  |
| Stříbro | Giuseppe Martinelli | Cyklistika        | Muži silniční závod jednotlivců   |
| Stříbro | Giorgio Cagnotto | Skoky do vody     | Muži prkno 3 m                    |
| Stříbro | Maria Consolata Collinová | Šerm              | Ženy fleret                       |
| Stříbro | Fabio Dal Zotto Giambattista Coletti Attilio Calatroni Stefano Simoncelli Carlo Montano | Šerm              | Družstvo mužů fleret              |
| Stříbro | Mario Tullio Montano Tommaso Montano Angelo Arcidiacono Michele Maffei Mario Aldo Montano | Šerm              | Družstvo mužů šavle               |
| Stříbro | Umberto Panerai Roldano Simeoni Riccardo De Magistris Alessandro Ghibellini Sante Marsili Vincenzo D'Angelo Marcello Del Duca Gianni De Magistris Alberto Alberani Silvio Baracchini Luigi Castagnola | Vodní pólo        | Turnaj mužů                       |
| Bronz   | Giancarlo Ferrari | Lukostřelba       | Muži jednotlivci                  |
| Bronz   | Felice Mariani | Judo              | Muži do 63 kg                     |
| Bronz   | Roberto Ferraris | Sportovní střelba | Muži 25 metrů rychlopalná pistole |
| Bronz   | Ubaldesco Baldi | Sportovní střelba | Muži trap                         |